# コーシー積
初等解析学におけるコーシー積（コーシーせき、英: Cauchy product）は、二つの無限級数に対する離散的な畳み込み積である。名称はフランス人数学者のオーギュスタン・ルイ・コーシーに因む。
コーシー積が適用できるのは、無限級数あるいは冪級数である。冪級数のコーシー積は冪級数を単に無限級数とみてとったコーシー積であるから、ことさら区別を強調することはないけれども収束性を考える上では分けておくことは便利である。
コーシー積は数列を添字集合上の離散的な函数と見たときの函数の畳み込みであり、また有限数列または有限級数を、台が有限（つまり、有限個を除くすべての項が零）な無限数列または無限級数と見てコーシー積をとることもできるけれども、その場合は離散畳み込みと呼ぶほうが普通であろう。

## 定義
定義 (無限級数のコーシー積)
二つの無限複素級数 ∑∞
i=0 ai および ∑∞
j=0 bj に対し、それらのコーシー積とは各項が離散畳み込みで与えられる級数 {\displaystyle {\biggl (}\sum _{i=0}^{\infty }a_{i}{\biggr )}\cdot {\biggl (}\sum _{j=0}^{\infty }b_{j}{\biggr )}=\sum _{k=0}^{\infty }\sum _{l=0}^{k}a_{l}b_{k-l}} を言う。
定義 (冪級数のコーシー積)
二つの複素係数冪級数 ∑∞
i=0 ai xi および ∑∞
j=0 bj xj に対し、それらのコーシー積とは {\displaystyle {\biggl (}\sum _{i=0}^{\infty }a_{i}x^{i}{\biggr )}\cdot {\biggl (}\sum _{j=0}^{\infty }b_{j}x^{j}{\biggr )}=\sum _{k=0}^{\infty }{\biggl (}\sum _{l=0}^{k}a_{l}b_{k-l}{\biggr )}x^{k}} で与えられる冪級数を言う。

注意
各級数の添字 i, j を xy-直交座標系の第一象限（境界としての軸上の点を含む）内の格子点 (i, j) と見れば、コーシー積は対角線 x + y = 1 に平行な直線 x + y = k 上の格子点に関してとった和をすべての k に対して一つずつ加えたものであるから、この二重和の各項はすべての格子点に対して一度ずつ現れている。
また、上記の定義式の両辺に現れる三つの級数がそれぞれ収束して、右辺の値が左辺の二つの和の（数値としての）積に一致することは、無限和に対して一般化された意味の分配法則が成り立つことを示すものと考えることができる。（形式的な）分配法則による左辺の形式的な展開は、先と同様の格子点上を亙る和を（対角線でなく）軸に平行な直線族を使ってとった形になるから、これは格子点上の多重無限和の順序交換に関する主張であり、成り立つことも成り立たないことも起こり得る（フビニの定理も参照）。

## 収束性
実または複素数列 (an)n≥0 および (bn)n≥0 を考える。級数 ∑
an, ∑
bn がともに絶対収束してその値がそれぞれ A, B であるならばそれらのコーシー積 ∑
cn も収束して、その値 C は積 AB に等しい。また、三者がすべて収束する場合にも C = AB である。しかし ∑
an, ∑
bn がともに収束するというだけでは、それらのコーシー積 ∑
cn が収束するためには十分でない。また、二つの級数 ∑
an, ∑
bn が発散する場合でも、それらのコーシー積 ∑
cn が絶対収束することもある
収束級数同士のコーシー積が収束することを保証する一つの十分条件を、ドイツ人数学者フランツ・メルテンスが与えた:
定理 (Mertens)
∑
an が A に収束し、∑
bn が B に収束するとき、少なくとも一方の級数が絶対収束ならば、それらのコーシー積も収束してその和は AB に等しい。
したがってメルテンスの定理は、定理の条件が満たされるならば一般化された形での分配法則が成り立つことを意味するものでもある。メルテンスの定理のある意味で逆となるものとして以下を挙げることができる:
定理
級数 ∑
an と任意の収束級数とのコーシー積が収束するならば、∑
an 自身が収束する。
さて、二つの級数が収束するが絶対収束でない（つまり条件収束する）ことを仮定した場合は、それらのコーシー積は発散しうる。しかしこの場合でも、そのコーシー積はまだチェザロ総和可能である。具体的に:
命題
二つの実数列 (an)n≥0, (bn)n≥0 が ∑
an → A および ∑
bn → B となるならば、{\displaystyle {\frac {1}{N}}\left(\sum _{n=1}^{N}\sum _{i=1}^{n}\sum _{k=0}^{i}a_{k}b_{i-k}\right)\to AB.}
この命題は、二つの数列が収束しないがチェザロ総和は可能であるという場合に対しても一般化することができる:
定理 (Cesàro)
整数 α > −1 および β > −1 に対し、数列 (an)n≥0 が A に (C, α)-総和可能、および数列 (bn)n≥0 が B に (C, β)-総和可能であるとすれば、それらのコーシー積は AB に (C, α + β + 1)-総和可能である。
同様にして、メルテンスの定理も対応するものに一般化できる

## 例
- 実数 x, y を適当にとり、an = xn/n!, bn = yn/n! と置けば、それらのコーシー積は二項定理を用いて {\displaystyle c_{n}=\sum _{i=0}^{n}{\frac {x^{i}}{i!}}{\frac {y^{n-i}}{(n-i)!}}={\frac {1}{n!}}\sum _{i=0}^{n}{\binom {n}{i}}x^{i}y^{n-i}={\frac {(x+y)^{n}}{n!}}} と計算できる。これで形式冪級数として exp(x) = ∑
an および exp(y) = ∑
bn から exp(x + y) = ∑
cn が示されたことになるが、二つの絶対収束級数のコーシー積の値は各級数の和の積に等しいのであったから、これにより任意の実数 x, y に対する実自然指数函数の指数法則 exp(x + y) = exp(x)exp(y) が示された。
- 任意の自然数 n に対し an = bn = 1 と置けば、それらの畳み込みは cn = n + 1 (∀n ∈ N) となるから、コーシー積 ∑
cn の部分和の列は (1, 1+2, 1+2+3, 1+2+3+4, …) となって収束しない。

## 収束半径
二つの冪級数 ∑
anxn と ∑
bnxn のコーシー積はまた冪級数で、それを ∑
cnxn とする:
{\displaystyle c_{n}=\sum _{k=0}^{n}a_{k}b_{n-k}.}
これら三つの冪級数の収束半径をそれぞれ Ra, Rb, Rc とすれば、これらは不等式
{\displaystyle R_{c}\geq \min(R_{a},R_{b})}
を満足する。実際、右辺の最小値よりも真に小さい絶対値を持つ複素数を考えれば、その点において二つの冪級数は絶対収束で、したがってそれらの積も絶対収束して、その値は二つの級数それぞれの和の積に等しい。よって、一つの開集合上で冪級数展開可能な二つの函数の積もまた、同じ開集合上で冪級数展開できる。
上の不等式は非常に緩い評価となり得る。例えば、二つの冪級数をひとつは収束半径 1 の ∑
xn と、もうひとつは多項式（だから収束半径 ∞）の 1 – x とした場合、これらのコーシー積は定数 1 に簡約されるから、収束半径 ∞ である。あるいは別の例で、√1 – x の冪級数展開の収束半径は 1 だが、それ自身とのコーシー積は多項式 1 – x であって、その収束半径は ∞ である。

## 一般化

### 多重コーシー積
n を自然数（ただし、以下では n = 1 の場合は自明な主張となるから n ≥ 2）とする。
命題
∑∞
k1=0 a1,k1, …, ∑∞
kn=0 an,kn を複素係数の収束無限級数で、和がそれぞれ A1, …, An であり、最後の n 番目の列を除いてすべて絶対収束であるとすれば、級数 {\displaystyle \sum _{k_{1}=0}^{\infty }\sum _{k_{2}=0}^{k_{1}}\cdots \sum _{k_{n}=0}^{k_{n-1}}a_{1,k_{n}}a_{2,k_{n-1}-k_{n}}\cdots a_{n,k_{1}-k_{2}}} は収束して、その収束値は各級数の和の積 ∏n
j=1 Aj に等しい。
証明は n に関する帰納法による。（n = 2 のときはコーシー積に関する主張として既にみた。）

### 内積空間の場合
既に述べたものはガウス平面 C 内の列であったが、コーシー積はユークリッド空間 Rn 内の点列に対しても（乗法を内積の意味でとれば）定義することができる。この場合、二つの点列が絶対収束するならば、そのコーシー積は収束先のベクトルの内積に一致することが示せる。

### バナッハ代数の場合
A をバナッハ代数とすれば、A に値をとる二つの級数のコーシー積を定義できる。さらに言えば、二つの絶対収束級数のコーシー積は収束して、一般化された分配法則が成り立つ。
例えば、複素変数の場合に有効であった二つの指数函数の積の計算を、この場合も恢復することができる。それを記述するために欠けている唯一の性質は、一般の二項定理を適用できることであり、そのためにたとえば a と b が可換であることなどを仮定しなければならないが、必要な仮定のもとで ea+b = ea × eb が成り立つ。例えば t, u がスカラーならば e(t+u)a = eta × eua であり、特に ea × e−a = e0 = 1が成り立つ。